# Vivienne (Parigi)

I quartieri amministrativi del II arrondissement

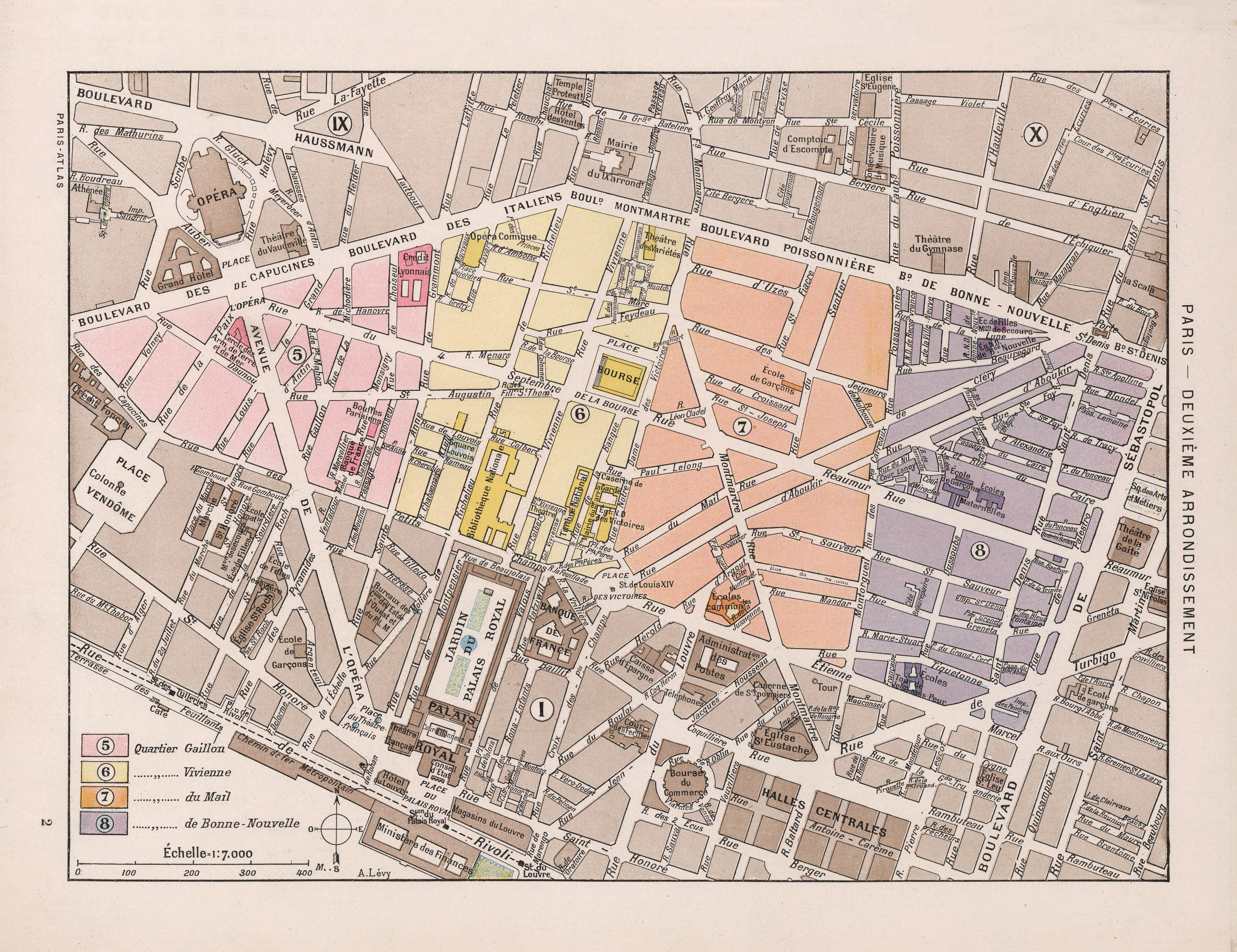
Mappa dei quartieri amministrativi del II arrondissement, in colore giallo il quartier Vivienne

Vivienne è il 6º quartiere amministrativo di Parigi, situato nel II arrondissement.

## Confini di quartiere
Il quartiere confina:
- a ovest con il quartiere Gaillon, tramite rue Sainte-Anne e rue de Gramont;
- a nord con il IX arrondissement, tramite boulevard des Italiens e boulevard Montmartre;
- a est con il quartiere Mail, tramite rue Montmartre, rue Notre Dame des Victoires e rue Vide-Gousset, (il confine si estende fino al centro di place des Victoires);
- a sud con il I arrondissement, tramite rue La Feuillade e rue des Petis Champs, fino a ricongiungersi con rue Sainte-Anne al confine con il quartiere Gaillon.

## Istituzioni e monumenti
Il quartiere copre una superficie di 0,244 km² (24,4 ha). Questi includono:
- la galerie Vivienne;
- la galerie Colbert;
- il passage des Panoramas;
- il passage des Princes;
- l'École nationale des chartes;
- il Palazzo Brongniart, già sede della Borsa di Parigi;
- l'Opéra-Comique;
- il sito storico della Biblioteca nazionale di Francia, che occupa il complesso del quadrilatero Richelieu, delimitato dalle: rue des Petis Champs (a sud), Vivienne (a est), de Louvois (a nord) e Richelieu (a ovest);
- la basilica di Nostra Signora delle Vittorie;
- la square Louvois, che ospita la fontana Louvois;
- la fontana Colbert;
- la sede dell'Autorità dei mercati finanziari, AMF;
- la sede dell'agenzia di stampa France Presse;
- la sede di AGF, compagnia francese di assicurazione del credito, che è diventata la sede francese di Allianz quando la prima è stata acquisita;
- la boulangerie viennoise, dove è stato inventato il croissant;
- parte della place des Victoires con l'hotel Cornette, l'hotel Gigault di La Salle, l'hotel Pellé di Montaleau, l'hotel Prévenchères e Metz Hotel de Rosnay, tutti classificati come monumenti storici;
- l'hotel de La Feuillade, hôtel particulier al nº 4 della via omonima;
- l'hotel de Nevers, hôtel particulier all'angolo fra rue Colbert e rue de Richelieu;
- la vetrata Le Travail, par l'Industrie et le Commerce, enrichit l'Humanité  «Il lavoro, attraverso l'industria e il commercio, arricchisce l'Umanità», sull'antica sede della Camera di Commercio e Industria della regione di Parigi-Île-de-France.

## Demografia
Evoluzione della popolazione del quartiere:
| Anno (del censimento) | Popolazione | Densità (ab./km2) | Crescita dal censimento precedente |
| --------------------- | ----------- | ----------------- | ---------------------------------- |
| 1860                  | 14 605      | 59 955            |                                    |
| 1954                  | 6 822       | 28 005            |                                    |
| 1962                  | 6 151       | 25 250            |                                    |
| 1968                  | 5 129       | 21 005            |                                    |
| 1975                  | 3 915       | 16 071            |                                    |
| 1982                  | 3 120       | 12 808            |                                    |
| 1990                  | 3 096       | 12 709            | - 0,8 %                            |
| 1999                  | 2 917       | 11 975            | - 5,8 %                            |

### Annotazioni
1. ↑  Per la spiegazione di dettaglio del significato dei campi della tabella di riferimento APUR - RECENSEMENT IRIS POPULATION, vedi Chiffres cles, p. 1
2. ↑  Superficie ottenuta come somma dei valori riportati nel campo nb_surface (Superficie (en hectare)), convertito in km2, dei record Vivienne 1 (Numéro d’IRIS 751020601) e Vivienne 2 (Numéro d’IRIS 751020602) della tabella APUR - RECENSEMENT IRIS POPULATION[1]
3. ↑  Numero di abitanti ottenuto come somma dei valori riportati nel campo nb_pop (Population) dei record Vivienne 1 (Numéro d’IRIS 751020601) e Vivienne 2 (Numéro d’IRIS 751020602) della tabella APUR - RECENSEMENT IRIS POPULATION[1]
4. ↑  Elenco delle strade in senso orario
5. ↑  La fonte citata non comprende i dati per l'anno 1860[4]

### Fonti
1. 1 2  (FR) Apur - Atelier Parisien d’urbanisme, APUR - RECENSEMENT IRIS POPULATION, su opendata.apur.org, 17 maggio 2020. URL consultato il 29 dicembre 2021 (archiviato il 1º aprile 2022).
2. ↑  Apur - Atelier Parisien d’urbanisme, p. 25.
3. ↑  (FR) J.-B. Duvergier (a cura di), Décret impérial [du 1er novembre 1859] qui fixe les dénominations des vingt arrondissements municipaux de la ville de Paris (PDF), in Collection complète des lois, décrets, ordonnances, règlements et avis du conseil d'État, publiée sur les éditions officielles du Louvre: de l'Imprimerie nationale, par Baudouin; et du Bulletin des lois. (comporte un Tableau indicatif des circonscriptions des nouveaux arrondissements et quartiers de Paris, selon le plan annexé au décret) [Raccolta completa di leggi, decreti, ordinanze, regolamenti e pareri del Consiglio di Stato], vol. 59, Parigi, Editions officielles du Louvre, 1859,  p. 372. URL consultato il 2 gennaio 2022 (archiviato il 19 febbraio 2018).
4. ↑  Apur - Atelier Parisien d’urbanisme, p. 27.